# Ресорни општи народни комитет
Ресорни општи народни комитети су били извршни органи Општег народног конгреса и Општег народног комитета у Великој Социјалистичкој Народној Либијској Арапској Џамахирији.

## Састав
Ресорне опште народне комитете су састављали секретари тих народних комитета и секретари ресорних општинских народних комитета. Секретаре ресорних општих народних комитета је бирао Општи народни конгрес.
По ранијем закону ресорне опште народне комитете су састављали: секретари тих народних комитета, секретари ресорних општинских народних комитета и секретари ресорних народних комитета основних народних конгреса. Постојали су и секретаријати ресорних општих народних комитета, а састављали су их секретари тих народних комитета и секретари ресорних општинских народних комитета. Секретаријате ресорних општих народних комитета који су имали помоћне секретаре су састављали секретари тих народних комитета и помоћни секретари.

## Дјелокруг
По Закону бр. (1) о народним конгресима и народним комитетима (2007) ресорни општи народни комитети су:
- предлагали планове и програме за свој ресор и извршавали одлуке основних народних конгреса;[3]
- предлагали и спроводили буџет за свој ресор;
- надгледали институције и јавна предузећа у свом ресору;[4]
- предлагали законе који су се односили на рад ресора и просљеђивали их Општем народном комитету;
- подносили периодичне извјештаје о свом раду и активностима;
- доносили интерне правне акте за свој ресор;
- вршили и друге законом повјерене надлежности.[5][6]

Секретари ресорних општих народних комитета су били својеврсни министри.